# إطلاق النار على مقر الشرطة الوطنية الإندونيسية
إطلاق النار على مقر الشرطة الوطنية الإندونيسية في 31 مارس 2021، في حوالي الساعة 16:30 بتوقيت غرب إندونيسيا وقع إطلاق نار في مقر الشرطة الوطنية الإندونيسية في جنوب جاكرتا، جاكرتا عاصمة إندونيسيا. حاولت امرأة مهاجمة مقر الشرطة بمسدس وقتلت بالرصاص بعد إطلاق عدة رصاصات. ووقع إطلاق النار بعد ثلاثة أيام فقط من تفجير الكاتدرائية في ماكاسار.

## الهجوم
شمل الهجوم مهاجمان دخلا مقر قيادة الشرطة حاملين مسدسات. كان المهاجم يرتدي ثوبًا أسود بينما كانت الأنثى ترتدي عباءة سوداء بحجاب أزرق. قُتلت الأخيرة برصاصة عندما دخلت ساحة انتظار السيارات لكن الأول تمكن من الفرار من المكان. تم العثور على المسدس الذي استخدمه المهاجمة حيث وجد مسدسًا جويًا، وكان محملًا بكريات حديدية.

## الجناة
تم التعرف على المهاجم فيما بعد من قبل الشرطة على أنها من مواليد سيراكاس شرق جاكرتا. كانت طالبة سابقة في جامعة خاصة في ديبوك وانقطعت عن الدراسة حوالي عام 2015. كانت نشطة في نادٍ محلي لإطلاق النار بالبنادق البلاستيكية وتدربت على استخدام البنادق البلاستيكية لكنها كانت غير مرخصة وغير مدربة على إطلاق النار بالأسلحة النارية. علاوة على ذلك لم تكن عضوًا في جمعية الرماية والصيد الإندونيسية حيث تكون العضوية إلزامية للحصول على ترخيص أسلحة نارية.
أعلن رئيس الشرطة الوطنية العامة ليستيو سيجيت برابوو في وقت لاحق أن المهاجم هو ذئب وحيد وهو مرتبط بداعش. تم العثور على وصية وشهادة موقعة من قبل المهاجم. الوصية الأخيرة وصية مليئة بالاعتذار لعائلتها، على استعداد للموت شهيدةً للإسلام، وبغض عميق واستياء من الأشياء التي تعتبر غير إسلامية، وهي مؤسسات الدولة والأيديولوجيا والنظام السياسي وكذلك على البنوك السابقة.

## التفاعلات
بعد وقت قصير من إطلاق النار فرضت الشرطة الوطنية إغلاقاً صارماً وزادت من مستوى الأمن في المنطقة. كما تم تشديد الإجراءات الأمنية في قصر إستانا نيجارا الرئاسي.
انتقدت اللجنة الوطنية للشرطة وهي هيئة استشارية رئاسية لشؤون الشرطة، الشرطة الوطنية بشأن الهجوم. تساءل رئيسها بيني ماموتو كيف أخطأ الحراس عند المدخل المسدس المخفي. كما سأل عما إذا كان هناك أي تواجد شرطي قبل الهجوم كان بإمكانه تفتيش المشتبه به قبل دخوله.
انتقد عضو مجلس نواب الشعب هيرمان هيري الشرطة الوطنية والوكالة الوطنية لمكافحة الإرهاب ووكالة مخابرات الدولة الإندونيسية. طلب منهم العمل بجدية أكبر للتحقيق والقبض على أي شخص متورط في الهجوم. كما اقترح على تلك الوكالات زيادة قدراتها الاستخباراتية لتمكين الكشف المبكر فيها.